# The Way to the Sea (compositie)
The Way to the Sea is een compositie van Benjamin Britten. Hij schrijf in 15 dagen de filmmuziek van de gelijknamige film. De schrijver W.H. Auden vriend van Britten schreef de teksten. De opnamen van de muziek zullen direct nadat Britten de muziek had voltooid plaatsgevonden hebben.
Deeltjes:
1. Allegro: Introduction
2. Andante maestoso: Romans
3. Andante maestoso: Alfred
4. Moderato: There is, at this point of the haven
5. Allegro: The eighteenth century
6. Allegro con fuoco: Nelson has gone
7. Lento e pesante: 169 trains a week
8. The line Waits
9. Piu lento: Here is a harbour
10. Slow: We seek a spectacle
11. Allegro molto – a la marcia.

Het benodigde instrumentarium zag er zo uit:
- 1 spreekstem
- 1 dwarsfluit/fluit, 1 hobo/althobo, 1  klarinet, altsaxofoon
- 1 trompetten, 1 trombones
- percussie bestaande xylofoon, triangel, bekkens, kleine trom, tenortrom, grote trom, windmachine,  1 harp, 1   piano.

## Discografie
- Uitgave NMC Recordings